# Mas Miquel (Valls)
Mas Miquel és un espai del municipi de Valls (Alt Camp).

## Descripció
El mas Miquel és un lloc tradicional de reunió dels vallencs. L'espai està constituït per una àmplia zona de vegetació al voltant d'un edifici, el Mas Miquel. Fins no fa gaires anys, el conjunt comptava amb una sèrie de fonts, fins a 26 canelles, que en completaven el caràcter d'indret d'esbarjo popular. L'edifici del mas és d'estructura simple. Té coberta a dos vessants i obertures rectangulars, distribuïdes asimètricament. En l'actualitat es troba malmès.

## Història
El 1740, el Mas Miquel era propietat de la família Mora, que el va vendre a Rafel Miracle, curtidor de Valls, el 1741. El 3 de setembre 1743 va ser cedit a Francesc Vives, i des d'aleshores ha passat en heretat. Sembla que el nom li ve del primer resident, a qui deien "Miquelet del Tupiner", però no hi ha la total certesa. El fet cert és que en 1741 ja era conegut per aquest nom i també pel de "Hort de les Fonts". Tant propietaris com llogaters es dedicaren al conreu de la terra. La fama li ve de finals del segle xix i principis del segle xx, quan passà a ser un lloc d'esbarjo familiar on els vallencs anaven a berenar, es feien concerts, entre d'altres. Fou un lloc molt concorregut fins a la Guerra Civil Espanyola, però també després del conflicte conegué un període de gran popularitat: s'hi instal·là un bar, s'hi feien balls els diumenges, ... El 1967 encara era un lloc de reunió i fins i tot es parlà de convertir el Mas Miquel en un parc públic. Actualment, però, les aigües estan contaminades i l'accés tancat, tot i que és encara un espai recuperable per a l'ús públic.